# Northwest Pipeline
Northwest Pipeline – трубопровідна система на заході Сполучених Штатів Америки між канадським кордоном та газовими хабами в Скелястих горах (штати Вайомінг, Колорадо та Нью-Мексико).
Перший газопровід майбутньої системи проклали у 1956 році для поставок канадського газу. Після численних модернізацій довжина Northwest Pipeline зросла з 1500 до 3900 миль, а максимальна пропускна здатність перевищила 39 млрд.м3 на рік. Основна лінія починається біля кордону з Британською Колумбією в Сумас, після чого прямує на південь через штат Вашингтон до кордону з Орегоном. Далі траса завертає на схід, по долині річки Колумбія, яка утворює межу між названими двома штатами, перетинає західну частину Кордил’єр та завертає на південний схід. Прямуючи із західного боку Скелястих гір, трубопровід проходить через Айдахо, Вайомінг (газовий хаб Опал) та Юту до газового хабу Мікер північному заході штату Колорадо. Після цього останній відтинок він прямує у загальному напрямку на південь по обидва боки кордону між Колорадо та Ютою до газового хабу Бланко на півночі Нью-Мексико.
Первісно призначена для постачання канадського газу з родовищ Британської Колумбії та Альберти, система була перетворена у бідирекціональну та може постачати до північно-західних провінцій США блакитне паливо з басейнів Скелястих гір, зокрема з басейнів Сан-Хуан (хаб Бланко), Piceance (хаб Мікер), Uinta та Грейт Грін Рівер (хаб Опал).
Для забезпечення роботи системи споруджена 41 компресорна станція, управління якими здійснюється з диспетчерського пункту в Солт-Лейк-Сіті.
Система Northwest Pipeline є єдиним джерелом ресурсу для Paiute pipeline, котрий відгалужується від неї в Айдахо та прямує через Неваду до Каліфорнії. Також вона має кілька інтерконекторів з Gas Transmission Northwest (Spokane та Palouse в штаті Вашингтон і Stanfield в Орегоні), а у зазначених вище газових хабах сполучається з численними газопроводами, які ведуть у різноманітних напрямках, як то Ruby pipeline, Kern River Gas Transmission (Опал), Rockies express, Colorado Interstate Gas (Опал та Мікер), El Paso Natural Gas, Transwestern, Southern Trails (Бланко).